# Wołodymyr Bahazij
Wołodymyr Bahazij, ukr. Володимир Пантелеймонович Багазій (ur. w 1902 roku w Rabówce koło Płoskirowa, zm. 21 lutego 1942 w Kijowie) – ukraiński polityk, burmistrz Kijowa w latach 1941–1942.
Z wykształcenia był nauczycielem, pracował jako nauczyciel matematyki oraz doktorant na Uniwersytecie Kijowskim. Po wybuchu wojny radziecko-niemieckiej przystąpił do melnykowskiej frakcji Organizacji Ukraińskich Nacjonalistów i nawiązał współpracę z Ukraińską Radą Narodową, której przewodniczył Mykoła Wełyczkiwskyj. Od września do października 1941 roku zastępował burmistrza Kijowa Ołeksandra Ohłobłyna, a później sam stanął na czele miasta (od października 1941 do lutego 1942 roku). W czasie swojego urzędowania starał się łagodzić represyjną politykę Niemców wobec Ukraińców, w urzędzie miasta zatrudniał głównie miejscową ludność, co nie podobało się okupantom. Doprowadził m.in. do powstania ukraińskiego oddziału Czerwonego Krzyża.
Za nazbyt proukraińskie nastawienie został aresztowany przez Gestapo i rozstrzelany w lutym 1942 roku w Babim Jarze.